# Сіяхруд-поште
Сіяхруд-поште (перс. سياهرودپشته) — село в Ірані, у дегестані Північний Ростамабад, в Центральному бахші, шагрестані Рудбар остану Ґілян. За даними перепису 2006 року, його населення становило 152 особи, що проживали у складі 41 сім'ї.

## Клімат
Середня річна температура становить 14,28°C, середня максимальна – 28,29°C, а середня мінімальна – -0,62°C. Середня річна кількість опадів – 862 мм.
| Клімат поселення                              | Клімат поселення | Клімат поселення | Клімат поселення | Клімат поселення | Клімат поселення | Клімат поселення | Клімат поселення | Клімат поселення | Клімат поселення | Клімат поселення | Клімат поселення | Клімат поселення | Клімат поселення |
| Показник                                      | Січ.             | Лют.             | Бер.             | Квіт.            | Трав.            | Черв.            | Лип.             | Серп.            | Вер.             | Жовт.            | Лист.            | Груд.            |                  |
| Середній максимум, °C                         | 10,69            | 11,19            | 12,86            | 17,91            | 21,20            | 26,83            | 28,29            | 28,16            | 23,62            | 21,00            | 17,17            | 12,18            |                  |
| Середня температура, °C                       | 5,03             | 5,55             | 7,21             | 12,25            | 15,54            | 21,15            | 24,00            | 23,86            | 19,30            | 16,68            | 12,87            | 7,87             |                  |
| Середній мінімум, °C                          | −0,62            | −0,12            | 1,56             | 6,60             | 9,89             | 15,51            | 19,70            | 19,58            | 15,00            | 12,39            | 8,57             | 3,57             |                  |
| Норма опадів, мм                              | 87               | 72               | 79               | 55               | 40               | 24               | 21               | 39               | 82               | 124              | 114              | 125              |                  |
| Середньомісячна швидкість вітру, м/с          | 2.28             | 2.60             | 2.40             | 2.44             | 2.30             | 2.46             | 2.49             | 2.30             | 2.03             | 2.00             | 2.00             | 2.19             |                  |
| Середньомісячна сонячна радіація, кДж/м²·день | 7214             | 9416             | 11334            | 15878            | 19950            | 22213            | 22937            | 19471            | 15969            | 11259            | 8898             | 6906             |                  |
| --------------------------------------------- | ---------------- | ---------------- | ---------------- | ---------------- | ---------------- | ---------------- | ---------------- | ---------------- | ---------------- | ---------------- | ---------------- | ---------------- | ---------------- |
| Джерело:                                      |                  |                  |                  |                  |                  |                  |                  |                  |                  |                  |                  |                  |                  |